# Rafael Echague
Rafael de Echagüe y Berminghan (ur. 13 lutego 1813 lub 1815 w San Sebastián, zm. 1887 w Madrycie) – generał hiszpański.
Pochodził z rodziny baskijskiej szlachty. Od 1833 walczył we wszystkich wojnach domowych po stronie Krystynosów. Należał do przywódców rewolucji 1854. W latach 1860–1862 był gubernatorem Portoryko.